# Paprocie (osada)
Paprocie (niem. Elisenhof) – osada w Polsce, położona w województwie zachodniopomorskim, w powiecie kołobrzeskim, w gminie Siemyśl, wchodząca w skład sołectwa Kędrzyno. 
Według danych z 31 grudnia 2013 r. Paprocie miały 48 mieszkańców.
Paprocie powstały w XIX w. na terenie majątku Kędrzyno, z czasem miano Paproci przyjęła cała kolonia Kędrzyno.
Do 1945 r. osada wchodziła w skład Niemiec jako część gminy (Gemeinde - odpowiednik polskiego sołectwa) Kędrzyno, od 1945 r. w granicach Polski. W latach 1950–1998 miejscowość administracyjnie należała do województwa koszalińskiego.